# Японские слова португальского происхождения
Японские слова португальского происхождения в основном являются португальским гайрайго. Большая часть слов этой группы пришла вместе с португальскими иезуитами, проповедовавшими христианские идеи и принесшими в Японию западные технологии и товары. Множество слов имеет запись иероглифами (атэдзи), как было принято для заимствований в то время.

## История
Португальцы были первыми европейцами, которые достигли Японии и установили с ней прямые торговые отношения — т. н. торговля с южными варварами (примерно 1543 год). Они были также первыми на Западе, кто сделал словарь японского языка «Ниппо дзисё» (яп. 日葡辞書, «Vocabulário da Língua do Japão») (1603 год). Авторство принадлежит португальскому миссионеру Жуану Родригесу (порт. João Rodrigues), который кроме словаря написал книгу по японской грамматике «Нихон дайбунтэн» (яп. 日本大文典, «Arte da Língua do Japão»). В японско-португальском словаре содержалось примерно 32 тысячи слов, большинство из которых относились к тем вещам, которые были завезены португальцами.

## Список заимствованных слов
Устаревшие слова помечены знаком †
| Транслитерация      | Японский                                | Старопортугальский (современный) | Значение японское (португальское)                                              | Замечания |
| ------------------- | --------------------------------------- | -------------------------------- | ------------------------------------------------------------------------------ | --- |
| аруко: ру           | アルコール                              | alcool (álcool)                  | алкоголь                                                                       | слово из арабского языка |
| баттэра             | ばってら                                | bateira (barco)                  | разновидность суси (лодка)                                                     | суси, похожее на лодку |
| † батэрэн           | 伴天連 / 破天連                         | padre                            | [иезуитский] священник                                                         | использовалось у кириситанов (en:Kirishitan) (ja:キリシタン)                                                                     |
| би: дама            | ビー玉                                  | berlindes                        | стеклянные шарики                                                              | сокращение от ビードロ + 玉 (шарик)                                                                                              |
| би: доро            | ビードロ                                | vidro                            | бидоро (стекло)                                                                | разновидность традиционной стеклянной игрушки                                                                                    |
| биро: до            | ビロード / 天鵞絨                       | veludo                           | бархат                                                                         | ベルベット тоже используется сейчас                                                                                              |
| бо: ро              | ボーロ                                  | bolo                             | разновидность печенья (торт, пирожное)                                         | В значении торт используется слово ケーキ                                                                                        |
| ботан               | ボタン / 釦 / 鈕                        | botão                            | кнопка                                                                         | |
| буранко             | ブランコ                                | balancé (baloiço)                | качели                                                                         | |
| дзабон              | ざぼん / 朱欒 / 香欒                    | zamboa                           | фрукт поме́ло                                                                   | |
| дзё: ро             | じょうろ / 如雨露 (じょろ / 如如露)     | jarro                            | лейка                                                                          | |
| дзюбан              | じゅばん / 襦袢                         | jibão (roupa íntima)             | нижняя рубаха (под кимоно)                                                     | |
| Иэсу / Иэдзусу      | イエス / イエズス                       | Jesu (Jesus)                     | Иисус                                                                          | Возможно голландское происхождение от Jezus (≈Йэзус). Может также означать «да» в английском языке.                              |
| Игирису             | イギリス / 英吉利                       | Inglez (Inglês)                  | Великобритания (Англия)                                                        | |
| † ируман            | イルマン / 入満 / 伊留満 / 由婁漫       | irmão                            | рядовой миссионер, который может стать священником (брат)                      | использовалось у кириситанов (en:Kirishitan) (ja:キリシタン)                                                                     |
| канакин             | かなきん / 金巾                         | canequim                         | вид хлопчатобумажной ткани, похожей на перкаль (небеленый муслин / ситец)      | слово-профессионализм |
| † кандэя            | カンデヤ                                | candeia (vela)                   | масляная лампа (свеча)                                                         | также использовалось голландское слово kandelaar (カンテラ)                                                                      |
| † капитан           | 甲比丹 / 甲必丹                         | capitão                          | капитан                                                                        | сейчас используется английское слово captain (キャプテン)                                                                        |
| каппа               | 合羽                                    | capa                             | плащ-дождевик                                                                  | также raincoat (レインオート) |
| карута              | かるた / 歌留多                         | cartas                           | карута (игральные карты)                                                       | вид японских традиционных игральных карт                                                                                         |
| касутэра            | カステラ                                | (Pão de) Castella (Castela)      | кастелла                                                                       | вид бисквитного пирога |
| † кириситан         | キリシタン / 切支丹 / 吉利支丹          | christão (cristão)               | христиане в Японии XVI—XVII веков — кириситаны (en:Kirishitan) (ja:キリシタン) | Записывалось в более негативной форме после того, как христианство начало преследоваться Сёгунатом Токугавы (鬼理死丹 / 切死丹). |
| кирисуто            | キリスト / 基督                         | Christo (Cristo)                 | Христос                                                                        | |
| компэйто:           | 金米糖 / 金平糖 / 金餅糖                | confeito                         | компэйто (леденец, сахарная конфета)                                           | разновидность леденцов |
| коппу               | コップ                                  | copo                             | стакан                                                                         | либо из голландского: kop |
| † курису            | クルス                                  | cruz                             | крест                                                                          | теперь 十字架 или クロス от англ. cross                                                                                          |
| кярамэру / карамэру | キャラメル / カラメル                   | caramelo                         | карамель                                                                       | |
| манто               | マント                                  | manto                            | плащ, мантия                                                                   | |
| марумэро            | マルメロ                                | marmelo                          | айва                                                                           | |
| ми: ра              | ミイラ / 木乃伊                         | mirra                            | мумия (мирра)                                                                  | мирра использовалась при мумификации                                                                                             |
| мэриясу             | メリヤス / 莫大小 / 目利安              | medias (meias)                   | вязание                                                                        | разновидность вязания |
| Оранда              | オランダ / 和蘭(陀) / 阿蘭陀            | Hollanda (Holanda)               | Голландия                                                                      | |
| пан                 | パン                                    | pão                              | хлеб                                                                           | не испанское pan и не французское pain.                                                                                          |
| пин кара кири мадэ  | ピンからキリまで                        | (pinta, cruz)                    | от начала до конца, метаться повсюду (точка, крест)                            | [ 2 ] |
| родзарио            | ロザリオ                                | rosario (rosário)                | розарий                                                                        | |
| † сабато            | サバト                                  | sábado                           | шаббат, шабаш (суббота)                                                        | |
| саботэн             | サボテン / シャボテン / 仙人掌 / 覇王樹 | sabão                            | кактус (мыло)                                                                  | Возможное происхождение от того, что мыло делали из сока кактуса.                                                                |
| сараса              | 更紗                                    | saraça                           | вощёный ситец                                                                  | |
| субэта              | スベタ                                  | espada                           | оскорбительное слово для женщин (меч)                                          | Возможно изменилось под влиянием карт. Бесполезная масть пика (spade).                                                           |
| сябон               | シャボン                                | sabão                            | мыло                                                                           | употребляется в словосочетании мыльная драма (シャボンドラマ)                                                                    |
| табако              | タバコ / 煙草                           | tabaco                           | табак, сигарета                                                                | |
| тёкки               | チョッキ                                | jaque (colete, jaqueta)          | жакет, жилет                                                                   | также ベスト от англ. vest |
| тотан               | トタン                                  | tutanaga                         | гофрированный гальванизированный лист металла                                  | |
| тэмпура             | 天麩羅 / 天婦羅                         | tempero, temperar; tempora       | тэмпура (времена / время воздержания от мяса)                                  | обжаренные в кляре овощи и морепродукты                                                                                          |
| фурасуко            | フラスコ                                | frasco                           | фляжка                                                                         | |

## Аригато
Существует заблуждение о том, что слово аригато (яп. ありがとう) произошло от португальского «обригадо», также означающее «спасибо». На самом деле слово происходит от прилагательного аригатай (яп. ありがたい), самое раннее использование которого найдено в «манъёсю», то есть задолго до прибытия португальцев. Дословно же «аригато» означает «сложно быть», либо же «быть редким», и передаёт благодарность за экстраординарное действие.